# Turricaspia lincta
Turricaspia lincta is een slakkensoort uit de familie van de Hydrobiidae. De wetenschappelijke naam van de soort is voor het eerst geldig gepubliceerd in 1908 door Milaschewitch.